# Big Love
Big Love es una serie de televisión estadounidense producida y emitida por HBO desde 2006 y que trata acerca de una familia mormona fundamentalista que practica la poligamia. 
La primera y la segunda temporada constan de 12 capítulos, la tercera de 10, la cuarta de 9 y la quinta de 10. La primera fue transmitida por HBO los domingos, mientras que la segunda temporada fue transmitida los lunes, por ello la cadena de televisión dice que sufrió bajas en el rating. La tercera temporada volvió a su horario de los domingos para poder ser captada por los seguidores.

## Historia
La historia se desenvuelve en Sandy, Utah, donde Bill Henrickson vive junto a sus tres esposas en casas contiguas. Bárbara Henrickson es su primera y legal esposa, con ella tiene 3 hijos. Su segunda esposa es Nicolette Grant o Nicki, hija del profeta Roman Grant. Bill y Nicki tienen dos hijos. Su última esposa es Margene Heffman la más joven de las esposas con dos hijos.
La configuración del hogar es bastante peculiar, aunque las casas son contiguas están unidas por un patio interior, esto permite a los Henrickson vivir una doble vida, de cara al exterior Bill y Bárbara son un matrimonio normal, mientras que Nicolette y Margene son simplemente dos vecinas que además son madres solteras.
El desarrollo de la serie es verdaderamente complicado puesto que está repleto de pequeños detalles que pierden todos aquellos que no están familiarizados con el “universo” mormón, es decir, sobre los principios y creencias de aquellas Iglesias que se sostienen en el Libro de Mormón.
Bill y Bárbara son miembros de la IFSUD pero no asisten a la misma puesto que esta iglesia rechaza totalmente la poligamia. La Iglesia de Jesucristo de los Santos de los Últimos Días practicó la poligamia durante el siglo XIX lo que le causó grandes problemas con el gobierno, ante las presiones (fiscales entre otras) tuvo que abandonarla definitivamente (en 1890) y en la actualidad la rechaza y excomulga a todo aquel miembro que la practique. Para ellos fue una ley de Dios dada para aquella época, ley que hoy día ha sido revocada[cita requerida]. Existen declaraciones oficiales de esta iglesia en la que se afirma que la poligamia no es aceptada. 
Según avanza la serie descubrimos que Bill nació en una comunidad de la iglesia de Jesucristo Fundamentalista que practica el matrimonio plural y que hace referencia a la Iglesia Fundamentalista de Jesucristo de los Santos de los Últimos Días. Fue expulsado por su padre, un miembro del Sumo Consejo de esta Iglesia, cuando sólo contaba con 14 años y entonces se unió a la mayoritaria Iglesia de Jesucristo de los Santos de los Últimos Días. Allí conoció a Bárbara con la que se casó, sin embargo, cuando Bárbara perdió la posibilidad de tener hijos a causa del cáncer, Bill le propuso practicar el matrimonio plural, algo que Bárbara aceptó.
Nicolette se crio en la misma secta que Bill, y es hija de un profeta. Esta abandonó la secta para irse a vivir con Bill. Margene no tenía relación con ninguna religión, cuando Bill la conoció le propuso matrimonio explicándole cuáles eran sus creencias. De hecho, como Margene nunca fue bautizada en ninguna iglesia mormona, en la serie se muestra cómo Bill la bautiza en la piscina de su casa.

## Primera temporada
Durante la primera temporada, se puede conocer la historia de la familia. También se explica la relación que tienen con la Hermandad del Esfuerzo Unido, por lo cual la familia hace muchos viajes desde Sandy hasta Hildale. Bill abre una segunda tienda, y tiene planeado abrir una tercera. Por una tarea escolar que Teenie, la hija menor de Barb hace, Bárbara es elegida como Madre del Año de Utah. La primera temporada concluye con Roman llamando a la Primera Dama de Utah para decirle que Barb es polígama por lo que no le dan el premio. La familia entonces teme por la acción que puedan tomar los mormones en su contra.

## Segunda temporada
En la segunda temporada, Juniper Creek se encuentra en un momento muy molesto, cuando Rhonda, una joven sociópata que estaba destinada a casarse con Roman Grant, emprende una marcha en los medios en contra de la poligamia, alegando haber sufrido abusos y obligada. Además, una secta polígama mexicana-estadounidense empieza una guerra contra Juniper Creek. 
Por su parte, los Henrickson están consiguiendo abrir un casino para mormones en las afueras de Utah. Bill comienza a salir con una mujer de Serbia llamada Anna. Joey, el hermano menor de Bill, también se lleva a vivir a una chica a su casa a la cual pretende convertirla en segunda esposa. Pam, la mejor amiga de los Henrickson, tiene problemas para concebir, y pide ayuda a Margene. La temporada concluye con Barb contándole a Pam que son polígamos.

## Tercera temporada
En la tercera temporada, Roman es investigado por el FBI por muchos crímenes relacionados con la poligamia, el incesto y la pedofilia. Bill se casa con Anna, pero se divorcian a los pocos días. Sarah, la hija mayor de Bill, queda embarazada de su novio ex mormón, y pierde al bebé. Ben, el hijo mayor de Barb, demuestra que quiere practicar la poligamia. Roman mata a la prometida de Joey y comienza una guerra con la secta de los Green. Los Green secuestran a la sobrina de Barb, la cual es rescatada por el FBI. Barb es excomulgada de La Iglesia de Jesucristo de los Santos de los Últimos Días. Sarah se casa con su novio ex mormón. La temporada finaliza con Bill fundando una iglesia para su familia, Joey matando a Roman, Nicki confesando tener una hija de 14 años.

## Cuarta temporada
En la cuarta temporada, Bill recibe la revelación de que debe ser Senador de Utah. Comienza una campaña, y gracias a su fama por las tiendas de Home Plus, le va bastante bien. Se enteran de que Anna, la ex cuarta esposa de Bill, está embarazada de él. Bill confiesa haber sido delincuente cuando joven, al haber sido abandonado por su padre. Todos esperan que ahora que Roman Grant está muerto, Bill sea el nuevo profeta, sin embargo él sigue construyendo la iglesia que fundó al final de la tercera temporada. El exmarido de Nicki hace concepciones in-vitro ilegales. Margene confiesa haber tenido solo 16 años al casarse con Bill. La temporada termina con Bill ganando las elecciones, y confesando a todo el Estado de Utah que es polígamo.
La quinta y última temporada trata sobre Bill como senador. Al decir públicamente que es un "mormón polígamo", la Iglesia de Jesucristo de los Santos de los Últimos Días emprende una guerra legal contra él. Barb cree que puede tener el sacerdocio, por lo cual intenta unirse a la Comunidad de Cristo, pero no se atreve.

## Controversia
Aunque la Iglesia de Jesucristo de los Santos de los Últimos Días se ha quejado de que la serie puede hacer interpretar al público en general que ellos practican la poligamia, lo cierto es que este es un asunto que queda muy claro en cada capítulo. Tanto es así que los Henrickson tienen que esconderse de sus vecinos mormones (miembros de la Iglesia Jesucristo de los Santos de los Últimos Días) para que no les denuncien por la práctica del matrimonio plural (que es ilegal). La Iglesia de Jesucristo de los Santos de los Últimos Días es tratada con respeto en todo momento y sus miembros quedan muy bien parados. La entrevista que en la segunda temporada tiene el hijo mayor de Bill con un obispo mormón es una buena prueba de ello.

## Reparto
| Actor/Actriz         | Personaje          |
| -------------------- | ------------------ |
| Bill Paxton          | Bill Henrickson    |
| Jeanne Tripplehorn   | Barbara Henrickson |
| Chloë Sevigny        | Nicolette Grant    |
| Ginnifer Goodwin     | Margene Heffman    |
| Amanda Seyfried      | Sarah Henrickson   |
| Douglas Smith        | Ben Henrickson     |
| Harry Dean Stanton   | Roman Grant        |
| Mary Kay Place       | Adaleen Grant      |
| Bruce Dern           | Franklin Harlow    |
| Grace Zabriskie      | Lois Henrickson    |
| Joel McKinnon Miller | Don Embry          |
| Shawn Doyle          | Joey Henrickson    |
| Melora Walters       | Wanda Henrickson   |
| Brian Kerwin         | Eddie Henrickson   |
| Matt Ross            | Alby Grant         |
| Daveigh Chase        | Rhonda Volmer      |
| Jolean Wejbe         | Teeny Henrickson   |
| Keegan Holst         | Wayne Henrickson   |
| Tina Majorino        | Heather Tuttle     |